# Bonaventura Zumbini

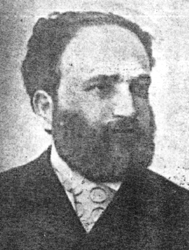
Bonaventura Zumbini

Bonaventura Zumbini (Pietrafitta, 10 mei 1836 – Bellaviste nabij Portici, 21 maart 1916) was hoogleraar Italiaanse literatuur aan de universiteit van Napels Federico II. Aan het einde van zijn leven was hij senator (1905-1916) van het koninkrijk Italië.

## Levensloop
Zumbini groeide op in Pietrafitta in de provincie Cosenza in Calabrië. Hij studeerde af aan de faculteit Letteren van de universiteit van Napels. Aanvankelijk was hij inspecteur voor het onderwijs en directeur van de normaalschool van Cosenza (jaren 1862-1868). Hij stichtte in deze periode de krant Il Calabrese in Cosenza.
Van 1880 tot 1903 was hij hoogleraar literatuur aan de universiteit van Napels. Hij was enkele jaren rector van deze universiteit (1881-1883). Zijn onderzoeksdomein was de Italiaanse literatuur; hij publiceerde onder meer over Petrarca (1878) en Boccaccio (1879). Niettemin interesseerde hij zich ook aan Engelse en Duitse literatuur; hiervoor ondernam hij reizen naar Groot-Brittannië en Duitsland.
Tijdens zijn academische carrière zetelde hij in de Hoge Raad voor het Onderwijs in Rome. Hij zat ook de Koninklijke Kring van Napels voor.
Omwille van zijn wetenschappelijke verdiensten verkreeg hij de benoeming tot senator van het koninkrijk (1905). Hij werd vereerd met het Grootkruis van de Orde van de Kroon (Italië).